# Св. св. Петър и Павел (Кичево)
Вижте пояснителната страница за други значения на Свети апостоли Петър и Павел.
„Св. св. Петър и Павел“ (на македонска литературна норма: „Св. св. Петар и Павле“) е църква в град Кичево, Северна Македония. Църквата е главна църква на Кичевското архиерейско наместничество на Дебърско-Кичевската епархия на Македонската православна църква – Охридска архиепископия.
Изградена е в началото на XX век върху основите на по-стара църква. Представлява еднокорабна сграда с каменна камбанария на западната страна. Фасадите са профилирани с пиластри между прозоречните отвори и в ъглите. Покривът е на две води, във вътрешността има сляпа калота и много сводове. На западната страна във вътрешността има галерия на етаж. Камбанарията, която се издига над височината на наоса в горния си дял има стилизиран купол.
В 1974/75 година е цялостно обновена. Обновяването на иконите е дело на Кузман Фръчкоски от Галичник. Иконостасът е изработен в периода на изграждането на църквата, а иконите на него са от 1925/26 година. Към църквата по-късно е изградена сграда, в която има църковна трпезария, кръщелня и административни офиси за свещениците.
- История на Кичевската църква и църковните борби между българи, сърбомани и гъркомани
- Църквата в 1907 г.
- Фреска